# Wyandanch
Wyandanch és una concentració de població designada pel cens dels Estats Units a l'estat de Nova York. Segons el cens del 2000 tenia 10.546 habitants.

## Demografia
Segons el cens del 2000, Wyandanch tenia 10.546 habitants, 2.525 habitatges, i 2.113 famílies. La densitat de població era de 931,8 habitants per km².
Dels 2.525 habitatges en un 46,9% hi vivien nens de menys de 18 anys, en un 39,7% hi vivien parelles casades, en un 35,3% dones solteres, i en un 16,3% no eren unitats familiars. En l'11% dels habitatges hi vivien persones soles el 4% de les quals corresponia a persones de 65 anys o més que vivien soles. El nombre mitjà de persones vivint en cada habitatge era de 4,14 i el nombre mitjà de persones que vivien en cada família era de 4,25.
Per edats la població es repartia de la següent manera: un 35,6% tenia menys de 18 anys, un 10,5% entre 18 i 24, un 29,3% entre 25 i 44, un 18,2% de 45 a 60 i un 6,5% 65 anys o més.
L'edat mediana era de 28 anys. Per cada 100 dones de 18 o més anys hi havia 83,8 homes.
La renda mediana per habitatge era de 40.664 $ i la renda mediana per família de 41.857 $. Els homes tenien una renda mediana de 29.344 $ mentre que les dones 26.831 $. La renda per capita de la població era de 13.153 $. Entorn del 13,4% de les famílies i el 16,4% de la població estaven per davall del llindar de pobresa.